# Сабальсагарай, Нибиа
Нибиа Сабальсагарай (исп. Nibia Sabalsagaray Curutchet, 10 сентября 1949 — 29 июня 1974) — уругвайская учительница, насмерть замученная во время военной диктатуры в Уругвае.

## Биография

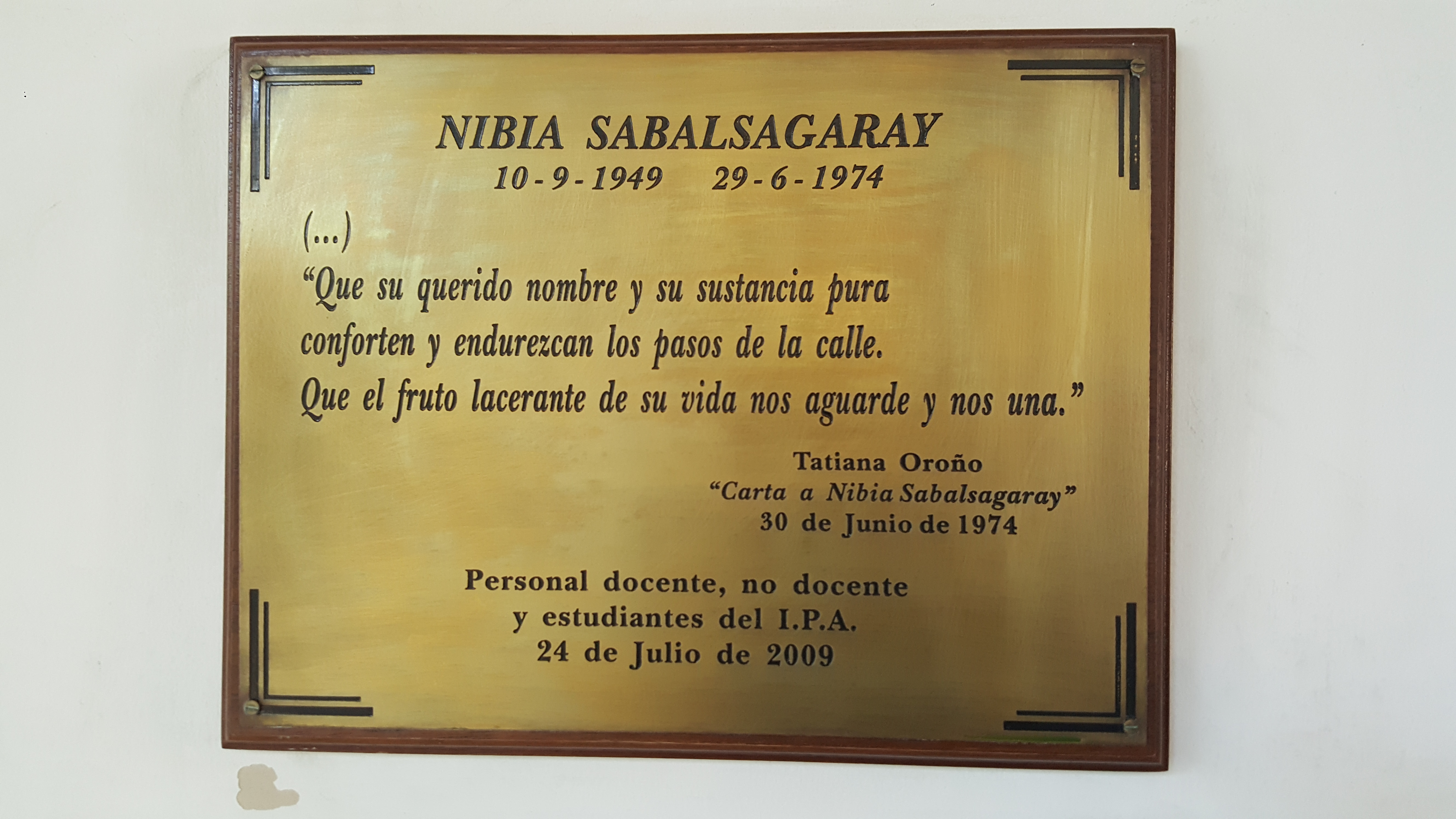
Мемориальная доска в Педагогическом институте Артигаса.

Согласно воспоминаниям коллег и учащихся, выделялась исключительными педагогическими способностями. По рекомендации профессора Омара Морейра, хотя ей ещё не было 18 лет, Совет по среднему образованию дал ей специальное разрешение, и с 17 лет она работает учителем литературы. В 1968 поступила в Педагогический институт Артигаса (IPA), где проявилась и её социальная активность. Входит в Союзную ассоциацию по обновлению студенческого центра IPA (CEIPA) и является членом Союза коммунистической молодёжи Уругвая (UJC).
29 июня 1974 была арестована в два часа ночи у себя дома; в полдень того же дня о её смерти сообщили родственникам, назвав причиной самоубийство и передав гроб с чётким запретом его вскрывать. Однако семья не стала следовать запрету, и Маркос Карамбула, студент-медик, смог убедиться в многочисленных следах пыток на её теле и в том, что такие следы удушения на шее человек не в состоянии нанести себе самостоятельно.
8 сентября 2004 её сестра Эстела Сабальсагарай (исп. Estela Sabalsagaray) подала судебный иск с требованием провести расследование обстоятельств смерти Нибии.
В 2005 правительство президента Табаре Васкеса исключило смерть Нибии Сабальсагарай из т. н. «Закона об истечении срока действия» (Ley de Caducidad de la Pretensión Punitiva del Estado), а 8 ноября 2010 судья Роландо Вомеро (исп. Rolando Vomero) возбудил уголовное дело против генерала Мигеля Далмао (исп. Miguel Dalmao) и полковника в отставке Хосе Кьяланса (исп. José Chialanza) как виновных в убийстве при особо отягчающих обстоятельствах.